# Ophiomusium
Ophiomusium is een geslacht van slangsterren uit de familie Ophiolepididae. De wetenschappelijke naam van het geslacht werd in 1869 voorgesteld door Theodore Lyman. In de protoloog van de naam plaatste Lyman als enige soort Ophiomusium eburneum in het geslacht, die daarmee automatisch de typesoort werd.

## Soorten
- Ophiomusium acuferum Lyman, 1875
- Ophiomusium africanum Koehler, 1909
- Ophiomusium alecto A.H. Clark, 1936
- Ophiomusium altum Koehler, 1904
- Ophiomusium anaelisae Tommasi & Abreu, 1974
- Ophiomusium anisacanthum H.L. Clark, 1928
- Ophiomusium archaster Lyman, 1878
- Ophiomusium armatum Koehler, 1922
- Ophiomusium asperum Koehler, 1930
- Ophiomusium australe H.L. Clark, 1928
- Ophiomusium biconcavum Kutscher & Jagt, 2000 †
- Ophiomusium biporicum Castillo-Alárcon, 1968
- Ophiomusium breve H.L. Clark, 1939
- Ophiomusium calathospongum Berry, 1939 †
- Ophiomusium canaliculatum H.L. Clark, 1917
- Ophiomusium constrictum Mortensen, 1936
- Ophiomusium corticosum Lyman, 1878
- Ophiomusium diomedeae Lütken & Mortensen, 1899
- Ophiomusium dizluense Kristan-Tollmann, Tollmann & Hamedani, 1979 †
- Ophiomusium eburneum Lyman, 1869
- Ophiomusium elii A.H. Clark, 1949
- Ophiomusium facetum Koehler, 1922
- Ophiomusium facundum Koehler, 1922
- Ophiomusium fallax Koehler, 1904
- Ophiomusium familiare Koehler, 1897

- Ophiomusium fitchii (Spencer, 1907) †
- Ophiomusium glabrum Lütken & Mortensen, 1899
- Ophiomusium granosum Lyman, 1878
- Ophiomusium granulosum (Roemer, 1840) †
- Ophiomusium impotens Koehler, 1922
- Ophiomusium incertum Koehler, 1930
- Ophiomusium kimblae Baker, 1979
- Ophiomusium laqueatum Lyman, 1878
- Ophiomusium leptobrachium H.L. Clark, 1941
- Ophiomusium ligatum Koehler, 1922
- Ophiomusium longecombense Hess, 1965 †
- Ophiomusium longispinum Koehler, 1930
- Ophiomusium luetkeni Lyman, 1878
- Ophiomusium lunare Lyman, 1878
- Ophiomusium lux Jagt, 2000 †
- Ophiomusium lymani Wyville-Thomson, 1873
- Ophiomusium microporum H.L. Clark, 1941
- Ophiomusium mirandum Koehler, 1930
- Ophiomusium moniliforme H.L. Clark, 1941
- Ophiomusium morio Koehler, 1922
- Ophiomusium murravii (Forbes, 1843) †
- Ophiomusium oligoplacum H. L. Clark, 1915
- Ophiomusium praecisum Hess, 1966 †
- Ophiomusium ramsayi (Wright, 1866) †
- Ophiomusium regulare A.H. Clark, 1936

- Ophiomusium relictum Koehler, 1904
- Ophiomusium rosaceum A.H. Clark, 1936
- Ophiomusium rugosum Koehler, 1914
- Ophiomusium rugosum Valette, 1915 †
- Ophiomusium scalare Lyman, 1878
- Ophiomusium sculptum Verrill, 1899
- Ophiomusium sentum Kutscher & Jagt, 2000 †
- Ophiomusium serratum Lyman, 1878
- Ophiomusium simplex Lyman, 1878
- Ophiomusium sinuatum Kutscher & Jagt, 2000 †
- Ophiomusium solodurense Hess, 1962 †
- Ophiomusium spinigerum Mortensen, 1933
- Ophiomusium spinulosum Koehler, 1922
- Ophiomusium stellatum Verrill, 1899
- Ophiomusium stephensoni Berry, 1942 †
- Ophiomusium testudo Lyman, 1875
- Ophiomusium tripassalotum H.L. Clark, 1917
- Ophiomusium trychnum H.L. Clark, 1911
- Ophiomusium ultima (Hertz, 1927)
- Ophiomusium valdiviae Hertz, 1927
- Ophiomusium validum Ljungman, 1872
- Ophiomusium variabile Lütken & Mortensen, 1899
- Ophiomusium vermiculatum Valette, 1915 †
- Ophiomusium weymouthiense (Damon, 1880) †
- Ophiomusium zela A.H. Clark, 1949